# When Love's Comin' Back Again
When Love's Comin' Back Again, skriven av Pontus Assarsson och Thomas G:son, var den låt Jessica Folcker framförde i den svenska Melodifestivalen 2006, i den tredje deltävlingen i Karlskrona. Hon hade även lyckats föda barn fyra dagar innan tävlingen, så körsångerskan Dea Norberg fick sjunga låten på repetitionen, men sedan kunde Folcker vara med, och bidraget slutade på en sjunde plats. Hon gick därmed inte vidare till final.

## Singeln
Singeln släpptes den 15 mars 2006. Trots att låten spelades relativt ofta i radio, så kom den lågt på många listor. På singellistan lyckades den ändå krypa upp på en 38:e plats och stannade i listan i 5 veckor.
På försäljningslistan för singlar i Sverige låg den som högst på 39:e plats. Den 26 mars 2006 gjordes ett försök att få in melodin på Svensktoppen , som dock misslyckades .

### Låtlista
1. When Love's Comin' Back Again - 2:55

### Listplaceringar
| Lista (2006) | Topplacering |
| ------------ | ------------ |
| Sverige      | 6            |